# Chitimacha
Chitimacha (Pántchpinunkansh, Pántch-pinunkansh), pleme ameriških Indijancev iz družine Chitimachan, naseljeno na delti reke Misisipi v Louisiani, danes pa na rezervatu Chitimacha, blizu Charentona.
Chitimache so bile eno najmočnejših plemen severno od Mehiškega zaliva (Gulfa), ki so živela zahodno od Floride. Njihovo ozemlje se je nahajalo okoli jezera Grand Lake na jugu današnje Louisiane, njihova populacija pa je bila v domorodnem obdobju (natančneje leta 1650) ocenjena na približno 3.000. Njihovo število se je kasneje zaradi vojn zmanjšalo (12 let so bili v vojni s Francozi), najmanj pa jih je bilo popisanih leta 1930, le 51. V novem tisočletju jih je okoli 700, del jih je naseljen na rezervatu Chitimacha pri Charentonu, del pa je konfederiran v Biloxi -Chitimacha Confederation of Muskogees v župnijah Lafourche in Terrebonne, ki je nastala iz premaganih plemen Biloxi Indijancev, Chitimacha, Choctaw, Acolapissa in Atakapa.

## Ime
Ime Chitimacha izvira iz choctawskega chutimasha: chúti, ='cooking pot' in másha 'they possess': `they have cooking vessels' ali `they have cooking pots', oziroma "tisti, ki imajo lonce". To ime se pojavlja v še nekaj podobnih variantah.

## Jezik
Jezik Chitimacha je soroden jezikom, ki so jih uporabljala plemena Washa in Chawasha, in so razvrščeni v družino Chitimachan. Jeziki družine Chitimachan so bili skupaj z attacapanskimi in tunikanskimi jeziki prej razvrščeni kot skupine jezikovne družine Tunikan. Vsi ti jeziki so danes izginili.

## Podplemena
Chawasha, Chitimacha, Washa, and Yagenechito. Francozi so leta 1699 ugotovili, da so Chitimacha  konfederacija približno 15 vasi. Do konca vojne s Francozi leta 1718 so se Chitimacha razdelili na dve diviziji: vzhodni pas Misisipija ob zalivu Lafourche in zahodni pas ob spodnjem toku zaliva Teche, Velikem jezeru in reki Atčafalaja.

## Vasi
Swanton navaja naslednje vasi Chitimacha:
- Ama'tpan na'm], dve vasi:

(1) 3 milje vzhodno od Charentona na Bayou Teche
(2) na vzhodni strani Grand Lake nasproti Charentona.
- Grosse Tête na'mu, 2 mi (3,2 km) od vasi Plaquemine.
- Hi'pinimsh na'mu, na Fausse Pointe na zahodni strani Grand Lake, blizu Bayou Gosselin.
- Ka'me naksh tcat na'mu, na Bayou du Plomb, blizu Bayou Chêne, 13 km severno od Charentona.
- Ku'shuh na'mu, na jezeru Lake Mingaluak, blizu Bayou Chêne.
- Na'mu ka'tsi, Bayou Chêne village, župnija St. Martin's.
- Ne'kun tsi'snis, nasproti Ile aux Oiseaux, na Lac de la Fausse Pointe.
- Ne Pinu'nsh, na Bayou Teche, 3,2 km zahodno od Charentona.
- Oku'nkiskin, na Bayou La Teche.
- Shatshnish, v Jeanerette.
- She'ti na'mu, na Grand River zahodno od Plaquemine.
- Sho'ktangi ha'ne hetci'nsh (Shoktangihanehetchinsh), na južni strani Graine à Volée Inlet, Grand Lake.
- Tca'ti kuti'ngi na'mu, tam, kjer se srečata Bayou Teche in Atchafalaya Bayou.
- Tcat kasi'tunshki, na mestu današnjega Charentona.
- Tsa'htsinshup na'mu, Plaquemine village, na Bayou des Plaquemines blizu Grand Rivera.
- Waitinimsh, na Irish Bendu blizu Franklina.

## Zgodovina
Alfons Alvarz de Pinda je bil prvi belopolti človek, ki je leta 1519 prispel v deželo, ki jo je naseljevalo pleme Chitimacha. Celotna skupina je dobila skupno ime Chitimacha, vanjo pa so spadali Pántchpinunkansh ("thoroughly red people") ali Chitimacha, Chawasha in Washa ter morda pleme Yagenechito. Sultzman meni, da je populacija teh plemen v domorodnem obdobju lahko znašala okoli 20.000 pripadnikov. Iberville je bil prvi, ki je leta 1699 z njimi sklenil zavezništvo, vendar bo kmalu leta 1706 dogodek močno vplival na njihovo prihodnjo zgodovino. Skupina Indijancev Taensa je na prevaro ujela nekaj Chitimacha, nakar so ti za maščevanje ubili misijonarja v Natchezu in nekaj drugih Francozov, ki so bili z njim v družbi. Sledila je vojna med Chitimachami na eni strani ter Francozi in njihovimi zavezniki na drugi, ki se je razvlekla celih dvanajst let, tja do 1718. Mnogi Chitimache so v zgodnjih dneh kolonije Louisiane med to vojno končali kot sužnji in pleme je začelo izginjati. Leta 1784 so imeli le še eno naselje na Bayou La Fourche in dve na Teche. V devetnajstem stoletju (1881) so preživeli živeli le še v vasi blizu Charentona, na majhnem območju, kjer se danes nahaja rezervat Chitimacha. Dr. A. S. Gatschet iz Bureau of American Ethnology je zbral jezikovno gradivo in nekaj etnografskega gradiva. Nekaj mešanih potomcev se je ohranilo še danes.

## Življenje in običaji
Chitimache so prebivalci delte Misisipija (, težko prehodnega in močvirnatega terena. Njihova kultura vsekakor pripada Jugovzhodu. Imeli so endogamni kastni sistem, poglavarstvo pa se je prenašalo po ženski liniji. Ženska je imela v družbi Chitimach, kar je značilno tudi za Iroquois in nekatere Algonquiance z atlantske obale, velik vpliv v družbi. Zakon je bil strogo monogamen. Bili so častilci Sonca, prakticirali so deformacijo lobanje, nosili so dolge lase, obraze, roke in noge pa so tetovirali.
Njihove nastanitve so podobne plemenom z Jugovzhoda, še posebej pa so znani po posebnem načinu pletenja košar () s tehniko double weave, ki jo poznajo tudi Cherokee (znana je Ramona Lossie), Ibani, Vietnamci itd. S tehniko dvojnega pletenja se dosežejo različni dizajni na dveh straneh.
Chitimache so se ukvarjali z gojenjem koruze, fižola in buč ter obogatili svojo prehrano z lovom na jelene in medvede. Nabirali so različne vrste divjega sadja in lovili številne vrste rib, ki jih je v tamkajšnjih rekah, jezerih in močvirjih.
Ker je dežela Chitimach prepletena z rekami in gozdnatimi močvirji, so kanuji, izdolbeni iz debla (dugout canoes), glavno prevozno in transportno sredstvo tega plemena. Kanu so izdolbli iz debla ciprese, vanj pa je lahko sedlo tudi več kot 40 oseb. Kar je manjkalo v deželi Chitimacha, je bil kamen, pomanjkanje tega naravnega materiala za izdelavo orodja in konic puščic jih je prisililo, da so presežke svojih kmetijskih pridelkov menjali za kamen s svojimi severnimi sosedi, Indijanci Avoyel in drugimi. Kar ni pogosto v Severni Ameriki, severno od Rio Grande, Chitimache pa so imele, je bila pihalna cev (serbatana), orožje Indijancev iz deževnega gozda, razširjeno v porečju Amazonke in nekaterih severnejših skupin, kot so Quiché iz Gvatemale. Sestavljena je iz dolge cevi, skozi katero se izpihujejo majhne puščice (pogosto strupene), ki služijo za lov na ptice in manjšo divjad, kot projektili pa so včasih služile ribje kosti ali luske s kože iglice (Belone Belone), znane tudi kot igla, ker so njena usta v obliki igle. Poleg pihalne cevi so Chitimache, tako kot njihovi sorodniki Washe in Chawashe, uporabljale atl-atl, posebno fračo za izstreljevanje kopij.
Klan pri Chitimachah je totemski, poimenovan po živalih. Njihov klanski sistem, kakršnega najdemo tudi pri Natchezih, je imel tudi dva posebna dialekta, po katerih so se razlikovali plemiči od ljudstva. V primeru, da se v tej strogi endogamiji plemič ali plemkinja poroči s kom iz ljudstva, izgubi svoj plemiški status.